# Тумень
Ту́мень — село в Україні, в Сарненському районі Рівненської області. Підпорядковується Висоцькій сільській громаді. Населення становить 457 осіб (2011).

## Назва
Польською мовою згадується як Tumeń.

## Географія
Село розташоване на півночі Сарненського району, за 28 км від колишнього районного центру м. Дубровиця та 6 км від пункту контролю Городище — Столін на кордоні з Білоруссю. Повз село проходить автошлях Н25[джерело?] Площа села — 1,01 км². Поблизу села — річка Горинь.
Територію, на якій розташоване село, Надгориння, вперше як адміністративну одиницю згадує літопис від 1097 р. Територія села — це низовинна заболочена місцевість у верхів'ях річки Горинь, покрита лісами, чагарниками, невеликими підвищеннями. У далекому минулому ця територія була прикладом розселення при водних артеріях, оскільки територію, заселену слов'янськими племенами, структурно визначала річка. Розташоване на відстані 30 км від районного центру м. Дубровиця в північному напрямку та за 5 км від Державного кордону з Білоруссю. Засноване у 1577році, проживає 432 жителі, площа 1,01.км² Територія села — це низовинна заболочена місцевість у верхів'ях р. Горинь. З південної сторони села розташовані пасовища (188га.), сінокоси (147га.). На північній околиці села розташований сосновий ліс площею 800 га. Це переважно соснові, сосново-березові, сосново-дубові трапляються дубові та березові ліси багаті на грибні урочища, чорницю, брусницю, журавлину. Природний рельєф змінено, в результаті меліоративних робіт з'явилися штучні водойми ставки площею 47 га. з північної сторони села, численні заплавні озера, меліоративний канал Тумень протяжністю 12.1 км.[джерело?]
Сусідні населені пункти:[джерело?]

### Клімат
Клімат у селі вологий континентальний («Dfb» за класифікацією кліматів Кеппена). Опадів 612 мм на рік. Найменша кількість опадів спостерігається в лютому й сягає у середньому 29 мм. Найбільша кількість опадів випадає в червні — близько 89 мм. Різниця в опадах між сухими та вологими місяцями становить 60 мм. Пересічна температура січня — -5,7 °C, липня — 18,5 °C. Річна амплітуда температур становить 24,2 °C.
| Клімат Тумені                     | Клімат Тумені | Клімат Тумені | Клімат Тумені | Клімат Тумені | Клімат Тумені | Клімат Тумені | Клімат Тумені | Клімат Тумені | Клімат Тумені | Клімат Тумені | Клімат Тумені | Клімат Тумені | Клімат Тумені |
| Показник                          | Січ.          | Лют.          | Бер.          | Квіт.         | Трав.         | Черв.         | Лип.          | Серп.         | Вер.          | Жовт.         | Лист.         | Груд.         | Рік           |
| Середній максимум, °C             | −2,7          | −1,3          | 3,4           | 12,4          | 19,3          | 22,9          | 23,8          | 23,1          | 18,2          | 11,7          | 4,7           | −0,1          | 11,3          |
| Середня температура, °C           | −5,7          | −4,5          | −0,3          | 7,5           | 13,7          | 17,5          | 18,5          | 17,7          | 13,2          | 7,7           | 2,2           | −2,7          | 7,1           |
| Середній мінімум, °C              | −8,6          | −7,7          | −3,9          | 2,7           | 8,2           | 12,1          | 13,3          | 12,3          | 8,3           | 3,8           | −0,2          | −5,2          | 2,9           |
| Норма опадів, мм                  | 36            | 29            | 29            | 42            | 56            | 89            | 81            | 64            | 57            | 45            | 42            | 42            | 612           |
| --------------------------------- | ------------- | ------------- | ------------- | ------------- | ------------- | ------------- | ------------- | ------------- | ------------- | ------------- | ------------- | ------------- | ------------- |
| Джерело: Climate-Data.org (англ.) |               |               |               |               |               |               |               |               |               |               |               |               |               |

## Історія
Село вперше згадується 1577 року.
Село зазнавало набігів монголо-татар. Через село в 1593 році проходили загони Северина Наливайка.[джерело?]
Жителі села проживали на відвойованих у лісі ділянках, оточених звідусіль болотами. Про це свідчать і назви місцевих урочищ: Каменостров, Грудка, Островок, Березіна, Чернікув ліс, Чистий бур, Загур'я. Люди займались мисливством, рибальством. Пізніше територія села належала до Литви у складі Пінського повіту Брест-Литовського воєводства. З січня 1805 року цими землями володів Вацлав Борейко. З 1922 р. село входило до Столінського повіту, який був одним з найвідсталіших в економічному плані районів Полісся. На той час в Тумені знаходився панський маєток. Ним володів Александр Куклінський. Місце, де стояв маєток, і зараз називається Двір.[джерело?]
У 1921—1939 роки входило до складу Польщі. У 1921 році село входило до складу гміни Теребежів Лунинецького повіту Поліського воєводства Польської Республіки. 1 січня 1923 року розпорядженням Ради Міністрів Польщі Висоцька гміна вилучена із Сарненського повіту і включена до Столінського повіту. У 1935 році село Тумень разом з 10 хуторами, лісничівкою Калиповець та фільварками Любоницьк і Остапово-Любоницьк належало до громади Тумень гміни Висоцьк Поліського воєводства.
З 17 липня 1941 року німці захопили територію села. Жителі пережили жах війни. І найстрашнішим був не фронт, коли одна армія боролась з іншою, а те, що самі жителі села розкололись на кілька таборів. Частина пішла в партизани, як кажуть, в «руські», інші — в українські «бульбаші», частина в поліцаї. А найгірше було звичайним жителям, бо за будь-який зв'язок з одними, навіть за виділену хлібину, карали інші. Трагічна доля чекала євреїв. Їх сім'ї були відправлені в Висоцьке гетто, де вони були розстріляні 9 вересня 1942року. З німцями воювала і УПА. На пам'ятнику встановленому в урочищі Дубок повідомляється, що там похований вояк під псевдонімом Медвідь (справжнє його ім'я не встановлено). За свідченнями жителів с. Тумень, цей псевдонім належить Загурі Василю, їх односельцю. На території села, на його східній околиці, є ще одне поховання вояків УПА, які загинули при обстрілі німецького обозу, що віз продукти з с. Висоцька у м .Столін. 1944 рік приніс в село нову хвилю горя. Були призвані на службу чоловіки. І більшість з них, необстріляних, загинули в тому ж 1944 році переважно в Латвії. Всього загинуло 57 чоловік.[джерело?]
У роки Другої світової війни деякі мешканці села долучилися до національно-визвольної боротьби в лавах УПА та ОУН. Загалом встановлено 26 жителів села, які брали участь у визвольних змаганнях, з них 5 загинуло, 3 було репресовано.
У 1947 році село Тумень разом з хуторами Кам'яний та Костер підпорядковувалося Туменській сільській раді Висоцького району Ровенської області УРСР.
Відповідно до прийнятої в грудні 1989 року постанови Ради Міністрів УРСР село занесене до переліку населених пунктів, які зазнали радіоактивного забруднення внаслідок аварії на Чорнобильській АЕС, жителям виплачувалася грошова допомога. Згідно з постановою Кабінету Міністрів Української РСР, ухваленою в липні 1991 року, село належало до зони гарантованого добровільного відселення. На кінець 1993 року забруднення ґрунтів становило 2,57 Кі/км² (137Cs + 134Cs), молока — 5,42 мКі/л (137Cs + 134Cs), картоплі — 0,56 мКі/кг (137Cs + 134Cs), сумарна доза опромінення — 169 мбер, з якої: зовнішнього — 33 мбер, загальна від радіонуклідів — 136 мбер (з них Cs — 125 мбер).

## Населення
Станом на 1 січня 2011 року населення села становить 457 осіб. Густота населення — 560,4 особи/км².
Станом на 10 вересня 1921 року в селі налічувалося 122 будинки та 715 мешканців, з них: 362 чоловіки та 353 жінки; 707 православних та 8 юдеїв; 707 осіб записано білорусами та 8 поляками.
Згідно з переписом УРСР 1989 року чисельність наявного населення села становила 612 осіб, з яких 310 чоловіків та 302 жінки. На кінець 1993 року в селі мешкало 610 жителів, з них 131 — дітей.
За переписом населення України 2001 року в селі мешкали 564 особи.

### Мова
Розподіл населення за рідною мовою за даними перепису 2001 року:
| Мова       | Відсоток |
| ---------- | -------- |
| українська | 97,00 %  |
| білоруська | 2,65 %   |
| російська  | 0,35 %   |

### Вікова і статева структура
Структура жителів села за віком і статтю (станом на 2011 рік):
| Вік   | Чоловіків | Жінок | Разом |
| ----- | --------- | ----- | ----- |
| 0-17  | 54        | 39    | 93    |
| 18-39 | 68        | 48    | 116   |
| 40-59 | 60        | 48    | 108   |
| 60+   | 50        | 90    | 140   |
| Разом | 232       | 225   | 457   |

### Соціально-економічні показники
| Працездатне населення | Працездатне населення | Працездатне населення | Працездатне населення | Працездатне населення | Працездатне населення | Непрацездатне населення | Непрацездатне населення | Непрацездатне населення | Непрацездатне населення | Непрацездатне населення | Непрацездатне населення | Все населення |
| Чоловіки              | Чоловіки              | Жінки                 | Жінки                 | Разом                 | Разом                 | Чоловіки                | Чоловіки                | Жінки                   | Жінки                   | Разом                   | Разом                   | 457           |
| ос.                   | %                     | ос.                   | %                     | ос.                   | %                     | ос.                     | %                       | ос.                     | %                       | ос.                     | %                       | 457           |
| --------------------- | --------------------- | --------------------- | --------------------- | --------------------- | --------------------- | ----------------------- | ----------------------- | ----------------------- | ----------------------- | ----------------------- | ----------------------- | ------------- |
| 124                   | 26                    | 109                   | 23                    | 233                   | 49                    | 59                      | 12                      | 102                     | 21                      | 161                     | 34                      | 457           |

| Зайняті  | Зайняті  | Зайняті | Зайняті | Зайняті | Зайняті | Безробітні | Безробітні | Безробітні | Безробітні | Безробітні | Безробітні | Все населення |
| Чоловіки | Чоловіки | Жінки   | Жінки   | Разом   | Разом   | Чоловіки   | Чоловіки   | Жінки      | Жінки      | Разом      | Разом      | 457           |
| ос.      | %        | ос.     | %       | ос.     | %       | ос.        | %          | ос.        | %          | ос.        | %          | 457           |
| -------- | -------- | ------- | ------- | ------- | ------- | ---------- | ---------- | ---------- | ---------- | ---------- | ---------- | ------------- |
| 66       | 11       | 59      | 10      | 125     | 22      | 118        | 20         | 79         | 14         | 197        | 34         | 457           |

| Дорослі | Діти | Пенсіонери | Інваліди Німецько-радянської війни | Учасники бойових дій | Інваліди всіх груп і категорій | Люди, які обслуговуються служб. соц. допом. на дому | Неповні сім'ї | Діти з неповних сімей | Багатодітні сім'ї | Діти з багатодітних сімей | Діти-інваліди | Діти-сироти | Одинокі багатодітні матері |
| ------- | ---- | ---------- | ---------------------------------- | -------------------- | ------------------------------ | --------------------------------------------------- | ------------- | --------------------- | ----------------- | ------------------------- | ------------- | ----------- | -------------------------- |
| 405     | 85   | 214        | 3                                  | 5                    | 29                             | 24                                                  | 10            | 11                    | 12                | 39                        | 4             | 4           | 1                          |

## Політика

### Органи влади
Місцеві органи влади представлені Туменською сільською радою.

### Вибори
Село входить до виборчого округу № 155. У селі розташована виборча дільниця № 560293. Станом на 2011 рік кількість виборців становила 374 особи.

## Культура
У селі працює Туменський сільський клуб на 100 місць. Діє Туміньська публічно-шкільна бібліотека, книжковий фонд якої становлять 14 743 книги та яка має 8 місць для читання, 2 особи персоналу, кількість читачів — 567 осіб.

### Історія бібліотеки

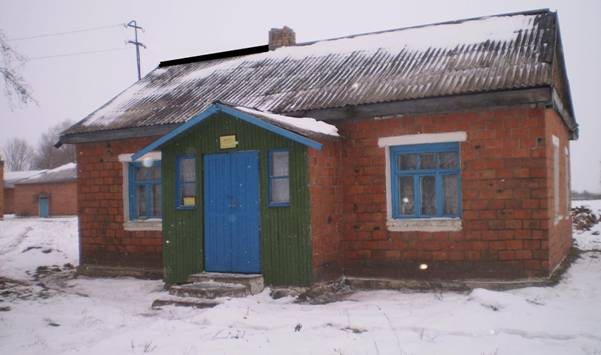
Туменська бібліотека шкільний відділдо 2013 р.

Осередком культурного життя на селі, центром живого спілкування жителів села в повоєнні роки були культурно-освітні заклади . Першим завідувачем сільського клубу у селі Тумень був Бруцький Микола Юхимович. При клубі була створена бібліотека на громадських засадах, яка мала фонд 4000 примірників. У 1966 році в село Тумень по направленню після закінчення Дубенського культурно-освітнього училища приїхала Діжурко Марія Олексіївна. З появою цієї енергійної, наполегливої людини фактично і починається робота Туменської сільської бібліотеки. З березня по вересень 1966 року бібліотека була розміщена в приміщенні клубу тваринницької ферми тим часом силами сільської ради та працівників культури для бібліотеки було відремонтовано дві кімнати в приміщенні сільського клубу, який розміщений в центрі села. До бібліотеки Марія Олексіївна залучила багато жителів села. Бібліотекар вміла вдало підібрати книгу, дати гарну пораду, вчила дітей користуватися книгою, каталогом, орієнтуватися в фонді бібліотеки. Фонд бібліотеки добре поповнювався галузевою і художньою літературою. Вчителі, культпрацівники, а також спеціалісти колгоспу мали з чого почерпнути для себе багато цінної інформації. В бібліотеці проводились різні масові заходи приурочені до видатних і пам'ятних дат, функціонували політгуртки. Робота бібліотеки була спрямована на популяризацію книги серед працівників сільського господарства. На тваринницькій фермі в селі Тумень було створено пункт видачі літератури. Завдяки наполегливій роботі Марія Олексіївна нагороджена похвальними грамотами, а з 1983 року бібліотека мала звання «Бібліотека відмінної роботи». З 2001 по 2005 рік бібліотекарем Туменської публічної бібліотеки працює Чебуракова Надія Яківна .У 2002 році в зв'язку з реорганізацією відбулося об'єднання сільської і шкільної бібліотеки. Шкільним відділом завідує Соловей Людмила Федорівна, сільським Юрчук Олена Іванівна. Бібліотека дістала назву — Туменська публічно-шкільна бібліотека.

### Сучасний стан бібліотеки
Сьогодні бібліотека стала не лише тим місцем, де можна взяти і прочитати книгу, а й відпочити. Для втілення в життя творчих задумів, розширення переліку інформаційно — бібліотечних послуг та підвищення якості роботи було запроваджено ряд інновацій, які стали можливими завдяки участі нашої бібліотеки в 5 раунді конкурсів проектів «Організація нових бібліотечних послуг з використанням вільного доступу до Інтернету» в бібліотеці є 3 комп ’ютери з ліцензійним програмним забезпеченням та ксеркопіювальний пристрій. Нові ресурси дали нам можливість розширити перелік послуг. В бібліотеці всі відвідувачі мають безкоштовний доступ до мережі інтернет, активно користуються точкою доступу до WI-FI зі своїх смартфонів, планшетів, ноутбуків, спілкуються в соцмережах, підтримують зв'язки з друзями та рідними через SK — зв'язок, виконують домашні завдання і готуються до ЗНО, переглядають, копіюють фільми, музику, покращують свої навички користування на ПК, переглядають в режимі онлайн електронну періодику та книги. Робота Туменської публічно-шкільної бібліотеки спрямована на створення образу теплого, затишного дому, де уважно прислухаються до думок і побажань різних вікових та соціальних груп, розвиваються дозвіллєві форми роботи .Велика увага приділ

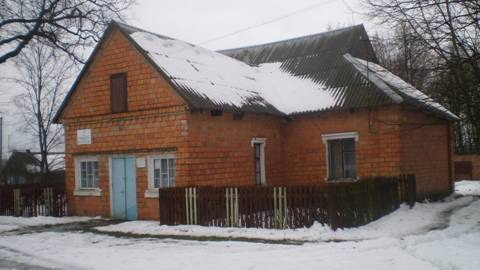
Туменська бібліотека 1966—2013 рр.

яється роботі з дітьми . Вагомим стимулом для учнів 6-7 класів до читання є їх участь у конкурсі «Найкращий читач України». В бібліотеці створено куточок сімейного читання для організації змістовного дозвілля та спілкування родин. Бібліотека проводить активну співпрацю з Туменським НВК традиційно проводиться всеукраїнський тиждень дитячого читання, посвята у читачі першокласників, бібліотечно-бібліографічні заняття. Приділяється увага краєзнавству: пошук та збір інформації про історію та життєдіяльність краян, зберігаються вирізки з газет про село, поповнюються тематичні папки, фотоальбоми.

### Пам'ятники
У 1994 році зведено храм ікони Почаївської Божої Матері. Церква є показовим прикладом використання в мурованому храмобудуванні тридільної об'ємно-просторової композиції. Також пам'ятний знак землякам, які загинули у ВВВ біля приміщення сільської ради побудований у 1986 році у формі двотумбової стели об'єднаної аркою, в якій закріплений викарбуваний список загиблих односельчан та барельєфом партизана і солдата. На території цвинтаря в с. Бродець знаходиться сімейний склеп польського пана Руліковського побудований у 1895 році, надмогильний пам'ятник можна вважати архітектурним витвором, так як має форму дерева, з чітко окресленою структурою у формі кори дуба.

## Релігія
Список конфесійних громад станом на 2011 рік:
| Релігійна громада парафії Почаївської Ікони Божої Матері Сарненської єпархії УПЦ | УПЦ (МП) | 19 грудня 1995 | 50 | Церква | [ 26 ] |
| — православні.                                                                   |          |                |    |        |        |

## Освіта
У селі діє Туменська загальноосвітня школа І-ІІІ ступенів. У 2011 році в ній навчалося 133 учні (із 200 розрахованих) та викладало 25 учителів.
Дошкільна освіта представлена дитячим садком «Туменський дошкільний навчальний заклад „Капітошка“», у якому станом на 2011 рік навчалося 15 дітей і працював 1 вихователь.

## Інфраструктура
У селі наявний сквер площею 500 м². Наявне відділення поштового зв'язку.

## Персоналії
- Загура Феодосій Ємельянович
- Конечний Йосип Лаврентійович
- Ігор Вабіщевич (1979—2023) — військовослужбовець Збройних сил України, учасник російсько-українсько війни. Загинув 21 вересня 2023 року під час виконання бойового завдання біля міста Костянтинівка Донецької області[31].

#### Книги
- Літопис УПА / НАН України. Інститут української археографії та джерелознавства ім . М. С. Грушевського. — Київ-Торонто : Видавництво «Літопис УПА» та ін, 2007. — Т. 11: Мережа ОУН(б) і запілля УПА на території ВО «Заграва», «Турів», «Богун» (серпень 1942 — грудень 1943 рр.). — 849 с.

#### Офіційні дані та нормативно-правові акти
- Паспорт Дубровицького району (станом на 1 січня 2011 року) (doc). Дубровицька районна рада. Архів оригіналу за 10 лютого 2015. Процитовано 16 жовтня 2019.